# Alexandre Rey
Pour les articles homonymes, voir Alexandre Rey (homme politique) et Rey.
Alexandre Rey est un footballeur suisse né à Sion le 22 septembre 1972.

## Biographie

### En club
- 1990-1994 FC Sion
- 1994-1996 FC Bâle
- 1996-1997 (octobre) FC Sion
- 1997 (octobre) - 2001 (janvier) Servette FC
- 2001-2002 (octobre) FC Lucerne
- 2002 (octobre) - 2006 Neuchâtel Xamax

### En sélection
Sélectionné à 18 reprises avec l'équipe nationale, il y marque 5 buts. Sa première sélection date du 18 novembre 1998 à Budapest contre la Hongrie. Il marque en particulier 3 buts en sélection avec la Suisse contre les Îles Féroé le mercredi 4 septembre 2004 où il était appelé afin de pallier la suspension d'Alexander Frei.
Il joue jusqu'en 2006 à Neuchâtel Xamax, en Super League. 

### Après sa carrière de joueur
Il est depuis son retrait dans le staff de Neuchâtel Xamax en tant que directeur de Pro'Imax, société créée afin de promouvoir l'image du club et du nouveau stade de la Maladière.